# 小坂恭子 (女優)
小坂 恭子（こさか きょうこ）は女優。

## 来歴
広島生まれでに生まれ60年代に東京の大学で学び、ピエール＝ドミニク・ゲッソォというシネアストと知り合い、彼の映画に出演し、ゲッソォともにフランスに飛び立ったち、はゴダールやトリュフォーといった映画人と交友を持つが、アジア人である自分がパリで女優をすることに限界を感じていた。、アンナ・カリーナとともにジャン=リュック・ゴダール『メイド・イン・USA』（1966）に出演した女優であり、フランソワ・トリュフォー『家庭』（1970）の「キョウコ」のモデルとなり、同作でアントワーヌ・ドワネル（）の家に届けられる薔薇の花に添えられているメッセージは、実際に彼女がトリュフォーへ宛てたものだったという。娘はゲッソォ明子で映画監督ピエール＝ドミニク・ゲッソォと小坂の娘。なおピエールは「ピエール・ドミニク・ゲッソー」とも訳される
日本の自主映画「私の詩集」に出演。この作品は山田宏一監督作品であり、トリュフォーも資金提供した短編映画である。
1961年にフランソワ・トリュフォーが撮った『突然炎のごとく』に感銘を受け、トリュフォーに手紙を送りヌーヴェル・ヴァーグの作家たちと繋がる、山田宏一や吉村実子とも親交があり、ユニ・フランス・フィルムに勤務していた帰国後はモデルとしても活躍していた。。
イドリサ・ギロ、メラニー・パヴィによる初監督ドキュメンタリー作品『Ashes／灰』で取り上げられ、第1回広島国際映画祭の招待作品として日本で初上映された。本作には明子とギロたちのリサーで、アメリカとスイスの映像アーカイブで見つけた、小坂出演のヌーヴエルヴァーグの映画が3本（クロード・シャンピオン『Quatre d'entre elles』（1968）、ゴダール『メイド・イン・USA』(1966)、ピエール=ドミニク・ゲッソォ『Bye Bye Butterfly』（1969））流用されている

## 出演
日本
- 私の詩集（1964年）（自主映画）

フランス
- Quatre d'entre elles 若い狼たち Kyoko (segment "16 ans-Sylvie")
- 1966Made in U.S.A メイドインUSA Doris Mizoguchi (uncredited)
- 死後に「Ashes／灰」[12]